# ボリス・ズーコフ
ボリス・ズーコフ（Boris Zhukov、本名：James Kirk Harrell、1958年12月13日 - ）は、アメリカ合衆国のプロレスラー。バージニア州ロアノーク出身。
ロシア人ギミックのヒールとして、AWAやWWFで活躍した。ギミック上の出身地はソビエト連邦。生年は1959年とされる場合もある。

## 来歴
1978年、地元バージニアをサーキット・エリアとするNWAのミッドアトランティック地区にて、ジム・ネルソン（Jim Nelson）のリングネームでデビュー。1979年からはジム・バーネット主宰のジョージア・チャンピオンシップ・レスリングに転戦、オレイ・アンダーソンやイワン・コロフらベテラン勢に揉まれてキャリアを積んだ。
1981年末、古巣のミッドアトランティック地区にて兵士スタイルのヒールに転向し、鬼軍曹サージェント・スローター率いるコブラ・コープスに入隊。プライベート・ジム・ネルソン（Pvt. Jim Nelson）を名乗り、スローターの部下の「二等兵」として活動する。同じく二等兵ギミックのドン・カヌードルとのPVT'sでポークチョップ・キャッシュ&アイスマン・キング・パーソンズやリッキー・スティムボート&ジェイ・ヤングブラッドと抗争し、1982年5月から8月にかけてNWAミッドアトランティック・タッグ王座を2回獲得した。同年10月17日にはカナダのトロントにて、ヤングブラッドを破りNWAカナディアンTV王者にもなっている。
1983年、ビル・ワットが主宰していたミッドサウスのMSWAにて、ロシア人ギミックのボリス・ズーコフ（Boris Zhukov）に変身。以降アメリカ南部を転戦し、ダラスのWCCWではスカンドル・アクバをマネージャーに迎えてブルーザー・ブロディとも対戦、ジョージアではバズ・ソイヤーと抗争した。1984年8月13日にはアラバマ州バーミングハムにて、リック・マグローからNWAアラバマ・ヘビー級王座を奪取している。
1985年からはAWAに参戦、シーク・アドナン・アル＝ケイシー率いる反米軍団の一員となり、ノード・ザ・バーバリアンやモンゴリアン・ストンパーと共闘。かつての上官スローターをはじめ、ジェリー・ブラックウェル、ロード・ウォリアーズ、スコット・ホール、カート・ヘニングらと抗争を繰り広げ、リック・マーテルのAWA世界ヘビー級王座にも挑戦した。1987年5月25日にはソルダット・ユスティノフとのロシア人コンビでマーティ・ジャネッティ&ショーン・マイケルズのミッドナイト・ロッカーズを破り、AWA世界タッグ王座を獲得している。
1987年の下期よりWWFに登場、ニコライ・ボルコフのパートナーとなり、ザ・ボルシェビクス（The Bolsheviks）を結成してザ・バーバリアン&ザ・ウォーロードのパワーズ・オブ・ペインなどと抗争。1988年4月21日収録のスーパースターズ・オブ・レスリングではハルク・ホーガンとのシングルマッチも組まれている。WWFでは主にジョバーを担当し、1990年4月1日のレッスルマニアVIではブレット・ハート&ジム・ナイドハートのハート・ファウンデーションに18秒で敗退した。
1991年1月、当時のWWFの日本での提携団体だったSWSに初来日。帰国後の2月にWWFを離れ、プエルトリコのWWCなどに参戦するが、1992年にヘルニアを患いフルタイムのプロレスラー活動から引退。以降はホームタウンのバージニアやノースカロライナのインディー団体に単発出場していた。

## 得意技
- ロシアン・クローズライン
- シュミット式バックブリーカー
- エルボー・ドロップ
- ニー・ドロップ
- ベアハッグ

## 獲得タイトル
ミッドアトランティック・チャンピオンシップ・レスリング
- NWAミッドアトランティック・タッグ王座：2回（w / プライベート・ドン・カヌードル）[3]

メープル・リーフ・レスリング
- NWAカナディアンTV王座（トロント版）：2回[4]

サウスイースタン・チャンピオンシップ・レスリング
- NWAアラバマ・ヘビー級王座：1回[6]

アメリカン・レスリング・アソシエーション
- AWA世界タッグ王座：1回（w / ソルダット・ユスティノフ）[9]